# Кодлозеров, Сергей Юрьевич
Сергей Юрьевич Кодлозеров (21 ноября 1969 — 31 июля 2015, Архангельск, Российская Федерация) — советский и российский тренер по биатлону, заслуженный тренер России.

## Биография
Как спортсмен занимался лыжными гонками.
Занимался подготовкой спортсменов-паралимпийцев, работал тренером по лыжным гонкам ГАУ Архангельской области "Центр спортивной подготовки «Поморье». Под его руководством спортсмены Архангельской области впервые завоевали медали зимних XI Паралимпийских игр 2014 года.
Воспитанница тренера — заслуженный мастер спорта по лыжным гонкам и биатлону спортсменов с поражением опорно-двигательного аппарата Наталья Братюк — стала двукратным бронзовым призёром Паралимпийских игр в Сочи, чемпионкой России, призёром этапов Кубка мира. Подготовил двух мастеров спорта международного класса по лыжным гонкам и биатлону спортсменов с поражением опорно-двигательного аппарата двукратного призёра первенства России Ивана Кодлозерова и чемпиона страны по лыжным гонкам, биатлону и легкой атлетике Александра Яремчука.
Воспитанники тренера были участниками участниками XI Паралимпийских игр в Сочи (2014).

## Награды и звания
Был награждён почётной грамотой Президента Российской Федерации.